# Conaprole
Die Cooperative Nacional de Productores de Leche (Conaprole, deutsch Nationale Genossenschaft für Milchproduktion) ist die größte Milchproduktionsfirma in Uruguay.
Es wird die Milch von 250.000 Kühen verarbeitet. Das bedeutet 1,5 Milliarden Liter Milch jährlich, die mit 130 Milchsammelwagen zu den Fabriken transportiert wird. Über 80 % der Milch stammt aus Weidewirtschaft. 
Conaprole ist der größte Exporteur der uruguayischen Wirtschaft. Hauptzielländer sind Algerien, China und Brasilien.
Conaprole produziert an sieben Standorten:
- CIM Montevideo
- CIF in der Nähe von Florida
- CISR San Ramón
- CIVR Ciudad de Rodríguez
- Werk 11 Rincón del Pino
- Werk 14 in der Nähe von Rivera
- Werk 16 Mercedes

## Sonstiges
Im deutschsprachigen Raum unter dem Namen Conaprole angebotenes Dulce de leche wurde in der Regel von einer gleichnamigen spanischen Firma hergestellt.